# Mistrovství Československa v atletice 1947
Mistrovství ČSR mužů v atletice 1947 v kategorii mužů a žen konalo 2. srpna až 3. srpna v Praze.

## Medailisté

### Muži
| Soutěž                                   | Zlato                                                                               | Stříbro                                                                | Bronz                                                                    |
| 100 m                                    | Jiří David 10,7                                                                     | Mirko Paráček 10,8                                                     | Miroslav Horčic 10,9                                                     |
| 200 m                                    | Jiří David 21,8                                                                     | Lubomír Rek 22,4                                                       | Leopold Láznička 22,4                                                    |
| 400 m                                    | Jaroslav Přeček 50,2                                                                | Lubomír Rek 50,4                                                       | Milan Ogoun 50,5                                                         |
| 800 m                                    | Václav Winter 1:54,6                                                                | Luboš Vomáčka 1:56,6                                                   | Jan Fučikovský 1:57,7                                                    |
| 1 500 m                                  | Luboš Vomáčka 4:03,4                                                                | Jindřich Roudný 4:04,8                                                 | Ladislav Steiner 4:05,0                                                  |
| 5 000 m                                  | Emil Zátopek 14:26,0                                                                | Miroslav Herčík 15:39,0                                                | Ján Bakaliár 15:40,0                                                     |
| 10 000 m                                 | František Jílek 33:39,0                                                             | Přemysl Dolenský 33:48,0                                               | Antonín Špiroch 34:36,2                                                  |
| 110 m př.                                | Milan Tošnar 15,1                                                                   | Alois Krul 15,3                                                        | Arnošt Schneider 15,4                                                    |
| 400 m př.                                | Vlastimil Holeček 55,1                                                              | Arnošt Schneider 56,0                                                  | Alexej Čižmář 57,7                                                       |
| 3 000 m př. Vítkovice 7. 9. 1947         | Jindřich Roudný 9:43,4                                                              | Jaroslav Slavíček 10:00,4                                              | Miloš Tomis 10:14,8                                                      |
| 4 × 100 m                                | Karel Lambert Jaroslav Fikejz Miroslav Horčic Leopold Láznička Sparta Praha 42,9    | Miroslav Hrdlička Zdeněk Klimánek Milan Tošnar Jiří David VS Brno 43,1 | Miroslav Laňka Miloš Trůbl Novák Jan Schmid VSK Praha 44,6               |
| 4 × 400 m                                | Arnošt Schneider Antonín Bechyně Milan Horecký Leopold Láznička Sparta Praha 3:24,6 | Milan Tošnar Miroslav Hrdlička Milan Horecký Jiří David VS Brno 3:26,8 | Alois Krčál Alexej Čižmář Lubomír Rek Milan Kvapilík Sokol Brno I 3:28,6 |
| Skok do výšky                            | Václav Hausenblas 185 cm                                                            | Miloslav Dajbych 180 cm                                                | Štefan Tonko 180 cm                                                      |
| Skok o tyči                              | Jaroslav Drastich 370 cm                                                            | Miroslav Lesák 370 cm                                                  | Miroslav Štěpánek 360 cm                                                 |
| Skok daleký                              | Albín Hisem 725 cm                                                                  | Miroslav Řihošek 712 cm                                                | Jaroslav Fikejz 711 cm                                                   |
| Trojskok                                 | Milan John 14,06 m                                                                  | Miroslav Řihošek 13,99 m                                               | Zdeněk Kubý 13,74 m                                                      |
| Vrh koulí                                | Jaroslav Knotek 14,47 m                                                             | Čestmír Kalina 14,30 m                                                 | Jaroslav Vítek 14,23 m                                                   |
| Hod diskem                               | Jaroslav Knotek 44,65 m                                                             | Václav Mudra 42,11 m                                                   | Jaroslav Sedláček 41,82 m                                                |
| Hod kladivem                             | Jaroslav Knotek 54,34 m                                                             | Jiří Dadák 45,06 m                                                     | Jozef Struhár 40,79 m                                                    |
| Hod oštěpem                              | Lumír Kiesewetter 59,50 m                                                           | Pavol Maľa 56,18 m                                                     | František Výskala 54,97 m                                                |
| 10 km chůze Praha 21. 9. 1947            | Jaroslav Oliva časy zrušeny, šlo o kolo méně (9 600 m)                              | Josef Zikmund časy zrušeny, šlo o kolo méně (9 600 m)                  | Slavomil Pšenička časy zrušeny, šlo o kolo méně (9 600 m)                |
| 50 km chůze Praha–Poděbrady 3. 8. 1947   | Josef Doležal 4:41:37,0                                                             | Josef Buhl 5:02:45,0                                                   | Václav Černý 5:02:58,0                                                   |
| Desetiboj Praha 20.–21. 9. 1947          | Miloslav Moravec 6 428 bodů                                                         | Zdeněk Chromý 5 837 bodů                                               | Jindřich Pěnek 5 687 bodů                                                |
| Maratonský běh Praha–Podkozí 5. 10. 1947 | Václav Weisshäutel 2:37:36,0                                                        | Antonín Špiroch 2:41:12,8                                              | Josef Polesný 2:42:27,4                                                  |

### Ženy
| Soutěž                     | Zlato                                                                                  | Stříbro                                                                         | Bronz                                                                            |
| 100 m                      | Olga Šicnerová 12,6                                                                    | Danuše Hiklová 12,9                                                             | Danuše Klesnilová 13,0                                                           |
| 200 m                      | Danuše Hiklová 26,6                                                                    | Helena Straková 27,9                                                            | Eva Preussová 28,5                                                               |
| 800 m                      | Marie Matesová 2:28,8                                                                  | Marie Řehořová 2:38,7                                                           | Miluše Hovorková 2:43,4                                                          |
| 80 m př.                   | Marie Matesová 12,4                                                                    | Anna Plšková 13,0                                                               | Květoslava Volšíková 13,2                                                        |
| 4 × 100 m                  | Dagmar Woffová Bohumila Veselá Danuše Klesnilová Danuše Hiklová Sokol Brno I 52,2      | Soňa Reichová Milena Wimmerová Jeníčková Hana Zentnerová Sokol Vinohrady 53,7   | Vysloužilová Alexandra Jirsová Anna Plšková Olga Šicnerová SK Přerov 54,2        |
| 4 × 200 m                  | Bohumila Veselá Ludmila Müllerová Danuše Klesnilová Danuše Hiklová Sokol Brno I 1:54,2 | Alena Sigmundová Alexandra Jirsová Anna Plšková Olga Šicnerová SK Přerov 1:57,2 | Soňa Reichová Bartůňková Hana Zentnerová Milena Wimmerová Sokol Vinohrady 1:58,4 |
| Skok do výšky              | Vlasta Holubová 147 cm                                                                 | Liduška Kvíčerová 143 cm                                                        | Květoslava Volšíková 143 cm                                                      |
| Skok daleký                | Soňa Reichová 509 cm                                                                   | Danuše Klesnilová 498 cm                                                        | Anna Plšková 493 cm                                                              |
| Vrh koulí                  | Jaroslava Komárková 11,85 m                                                            | Adéla Macháčková 11,58 m                                                        | Jarmila Hermanová 10,78 m                                                        |
| Hod diskem                 | Adéla Macháčková 33,84 m                                                               | Jana Gambošová 33,44 m                                                          | Hana Ženíšková 33,24 m                                                           |
| Hod oštěpem                | Dana Ingrová 32,36 m                                                                   | Drahomíra Reichlová 29,60 m                                                     | Marta Komínová 29,58 m                                                           |
| Pětiboj Přerov 5. 10. 1947 | Soňa Reichová 205 bodů                                                                 | Bohumila Veselá 151 bodů                                                        | Ludmila Müllerová 143 bodů                                                       |